# Собино (Псковская область)
Со́бино — деревня в Струго-Красненском районе Псковской области России. Входит в состав сельского поселения «Новосельская волость».

## География
Находится на северо-востоке региона, в западной части района, в лесной местности, соседствуя с д. Демяховщина, около д. Щегли. Произрастает ель, берёза.
Уличная сеть не развита.

## История
Первое упоминание — 1585-87 гг. как дер. Собино Моложанской губы Заклинской засады (Ефимов, Фёдоров, 2015).
В 1941—1944 гг. оккупирована фашистами.
Согласно Закону Псковской области от 28 февраля 2005 года деревня Собино вошла в состав образованного муниципального образования Новосельская волость.

## Население
| 2001 | 2002 | 2010 | 2011 |
| ---- | ---- | ---- | ---- |
| 21   | ↘16  | ↘3   | ↗7   |

В 1838 г. — 103 жит., в 1882 г. — 36 хоз. и 212 жит., в 1911 г. — 235 жит., в 1926 г. — 16 хоз. и 82 жит. (хутора при дер. — 55 хоз. и 220 жит.), в 1939 г. — 36 дв., в 1948 г. −24 хоз. и 68 жит., в 1960 г. — 21 хоз. и 68 жит., в 1965 г. — 21 хоз. и 62 жит., в 1975 г. — 19 хоз. и 47 жит., в 2001 г. — 21 жит., в 2002 г. — 16 жит., в 2008 г. — 7 жит., в 2010 г. — 3 жит., в 2013 г. — 3 хоз. и 4 жит., в 2014 г. — 2 хоз. и 2 жит., в 2015 г. — 2 хоз. и 3 жит.; в 2013 г. — 21 дом, в 2014 г. -
21 дом, из них — 19 дачных и заброшенных домов (Ефимов, Фёдоров, 2015).

## Инфраструктура
В 1930-41, 1944-50 гг. — действовал колхоз «Новый путь». Сохраняются развалины хозяйственной постройки из гранитных валунов (перед войной — колхозный зерносклад). В 1950-58 гг. — бригада Собино колхоза имени Мичурина  (Ефимов, Фёдоров, 2015).
Кузница (1882). Существовала деревянная часовня Анастасии Римлянки (1884).

## Транспорт
Просёлочная дорога.